# Melinoides priscanaria
Melinoides priscanaria là một loài bướm đêm trong họ Geometridae.